# Symphonie no 2 de Bernstein
Pour les articles homonymes, voir Symphonie no 2.
« The Age of Anxiety »
La Symphonie no 2 dite « The Age of Anxiety » de Leonard Bernstein a été composée entre 1948 et 1949 aux États-Unis et en Israël. Son titre vient du poème The Age of Anxiety de W. H. Auden. La symphonie a été révisée en 1965.

## Historique
Le 28 novembre 1948 à Tel Aviv, l'Orchestre philharmonique d'Israël sous la direction de George Singer, avec Leonard Bernstein au piano a créé The Dirge. L'œuvre complète est créée le 8 avril 1949 au Symphony Hall de Boston (Massachusetts) avec Serge Koussevitzky dirigeant l'Orchestre symphonique de Boston et le compositeur au piano. Elle est dédiée à Serge Koussevitzky. La version révisée a été créée le 15 juillet 1965 au Philharmonic Hall de New York par l'Orchestre philharmonique de New York sous la direction de Leonard Bernstein avec Philippe Entremont au piano.
La symphonie a été chorégraphiée en 1950 par Jerome Robbins.

## Structure
La symphonie a deux parties, Première et Seconde, chacune d'elles comprenant trois sections a, b et c.

### Première Partie
- a) Prologue: Lento moderato
- b) The Seven Ages: Variations 1 - 7
  1. Variation 1 L'istesso tempo
  2. Variation 2 Poco più mosso
  3. Variation 3 Largamente, ma mosso
  4. Variation 4 Più mosso
  5. Variation 5 Agitato
  6. Variation 6 Poco meno mosso
  7. Variation 7 L'istesso tempo
- c) The Seven Stages: Variations 8 - 14
  1. Variation 8 Molto moderato, ma movendo
  2. Variation 9 Più mosso (Tempo di Valse)
  3. Variation 10 Più mosso
  4. Variation 11 L'istesso tempo
  5. Variation 12 Poco più vivace
  6. Variation 13 L'istesso tempo
  7. Variation 14 Poco più vivace

### Seconde Partie
- a) The Dirge: Largo
- b) The Masque: Extremely Fast
- c) The Epilogue: Adagio; Andante; Con moto

L'œuvre dure 32 minutes environ.

## Instrumentation
La symphonie est écrite pour piano et orchestre. L'orchestre est composé de 2 flûtes, piccolo, 2 hautbois, cor anglais, 2 clarinettes, clarinette basse, 2 bassons, contrebasson, 4 cors, 3 trompettes, 3 trombones, tuba, timbales, 4 percussionnistes, célesta doublant le piano droit, 2 harpes, et la section classique des cordes. Les percussionnistes jouent une grande variété d'instruments : caisse claire, grosse caisse, tenor drum (en), gong, cymbale, bloc chinois, triangle, glockenspiel, et xylophone.